# كيم بونغ-جو
كيم بونغ-جو (28 سبتمبر 1947 – 8 مارس 2017) هو سبّاح كوري جنوبي راحل، مثّل بلاده في الألعاب الأولمبية الصيفية 1964.

## روابط خارجية
كيم بونغ-جو على موقع أوليمبيديا (الإنجليزية)